# Винокуровський
Виноку́ровський (рос. Винокуровский, ерз. Винокуровский) — селище у складі Кадошкінського району Мордовії, Росія. Входить до складу Кадошкінського міського поселення.
Населення — 10 осіб (2010; 31 у 2002).
Національний склад станом на 2002 рік:
- росіяни — 84 %